# Jesus of Suburbia
«Jesus of Suburbia» (Иисус Пригорода) — песня американской рок-группы Green Day. Она стала пятым и последним синглом седьмого студийного альбома группы American Idiot и второй песней в альбоме. Песня длится 9 минут и 7 секунд, тем самым являясь второй по продолжительности после «Homecoming» в том же альбоме, длительность которой — 9 минут 18 секунд, а также самой продолжительной песней группы, выпущенной в качестве сингла. Студийная версия песни не очень подходила для радио, поэтому для радиоэфира она была сокращена до шести с половиной минут. К июлю 2010 года было продано 205 000 копий сингла. Несмотря на коммерческий успех, эта песня стала единственным хитом, не вошедшим в сборник лучших хитов группы God’s Favorite Band.

## Предыстория
"После того, как ты пишешь песню вроде этой, невозможно вернуться назад. Ты просто не можешь сказать ни с того ни с сего "Я хочу записать обычный трек."
American Idiot (Американский Идиот) — концептуальный альбом, описывающий историю центрального персонажа, именуемого Иисус Пригорода — антигероя, созданного Билли Джо Армстронгом. Прообразом этого персонажа является американский подросток из низов среднего класса, выросший «на диете из содовой, попкорна и риталина». Иисус ненавидит свой городок и его округу, поэтому сбегает оттуда в большой город.

## Композиция
«Jesus of Suburbia» стал вторым треком группы, состоящим из нескольких частей. Армстронг сказал, что написание песни заняло долгое время. Дёрнт признался, что это произошло в результате обычных репетиций трио. Песня стала проявлением желания Армстронга написать Богемскую Рапсодию будущего. Кроме того, первые ноты «Jesus of Suburbia» звучанием и отголосками гитары напоминают «Moonage Daydream» Дэвида Боуи.
По причине того, что песня сильно изменяется в её разных частях, гитарные партии Армстронга записывались по-разному. Музыканты разделяли звуковую дорожку с гитары и одновременно направляли ее и в усилитель, и напрямую в колонку, чтобы получить звучание, подобное «Revolution» группы the Beatles или стлилю гитариста Дэвида Боуи Мика Ронсона. Кроме того, чтобы придать каждому аккорду пронзительности, музыканты использовали педаль овердрайва. В первых двух частях песни Тре Кул подражал Джинджеру Бейкеру и Чарли Уоттсу, английским барабанщикам 1960-х. В последних трех частях он играет в своём стиле: «Я снимаю шляпу перед этими великими барабанщиками, которых я люблю, а потом я вышибаю дверь ногой и…. играю в своём стиле.» Помимо Уоттса, Кул вдохноволялся Китом Муном и Алексом Ван Халеном.
Песня была написана Green Day (с тексом Билли Джо Армстронга, и спродюсирована совместно с Робом Кэвелло.
«Jesus of Suburbia» состоит из пяти форм:
- I. «Jesus of Suburbia» («Иисус Пригорода») (0:00 — 1:51)
- II. «City of the Damned» («Город Проклятых») (1:51 — 3:42)
- III. «I Don’t Care» («Мне без разницы») (3:42 — 5:25)
- IV. «Dearly Beloved» («Горячо Любимый») (5:25 — 6:30)
- V. «Tales of Another Broken Home» («Рассказы еще одного разрушенного дома») (6:30 — 9:08)

## Клипы
Существует две версии клипа на «Jesus of Suburbia», снятые Сэмюэлем Бейером (который также снял клипы на первые четыре сингла с American Idiot). Официальная премьера клипа состоялась 14 октября 2005 года в Великобритании и 25 октября 2005 года на MTV — для зрителей из США. Продолжительность одной версии составляет 12 минут, и эта версия включает в себя сюжет и диалог; вторая версия является сокращённой режиссерской и состоит исключительно из музыки без каких-либо дополнений. В роли Иисуса снялся Лу Тейлор Пуччи. Объектом любви Иисуса стала Whatsername (Кактамзвать), которую сыграла Келли Гарнер. Роль матери Иисуса исполнила канадская актриса Дебора Кара Ангер. Изначально предполагалось, что роль Иисуса исполнит сам Армстронг, но это решение было изменено в ходе подготовки к съёмкам.
Сюжет клипа, по сути, повторяет сюжет песни. Несмотря на то, что Jesus of Suburbia является вторым треком, клип отражает отношения Иисуса и Кактамзвать и до того, как они появляются в истории. Клип отдает дань уважения песне «1979» группы Smashing Pumpkins — в нем также используется SnorriCam (съёмка от первого лица), которая показывает значимые крупные планы видео и сцены вечеринок.

## Критика и наследие
Сразу после выхода «Jesus of Suburbia» получил всеобщее признание со стороны критиков. Журнал People назвал песню «эпичной» и «изумительной девятиминутной оперой». Песня часто упоминается как один из величайших треков группы. В сентябре 2012 года читателями Rolling Stone песня была признана лучшей песней Green Day всех времён. Журнал Magnet посчитал песню недооценённой, мотививируя это словами: «состоящая из пяти частей девятиминутная песня переплетается и переливается через стандартный поп-панк („Jesus of Suburbia“), фортеписанную интермедию („City of the Damned“), слюнявую и одновременно громоподобную („I Don’t Care“), акустические соединения среднего темпа („Dearly Beloved“)».
«Jesus of Suburbia» была названа «гимном эмо». Также песня именуется «Богемской Рапсодией подросткового бунта».

## Живые выступления

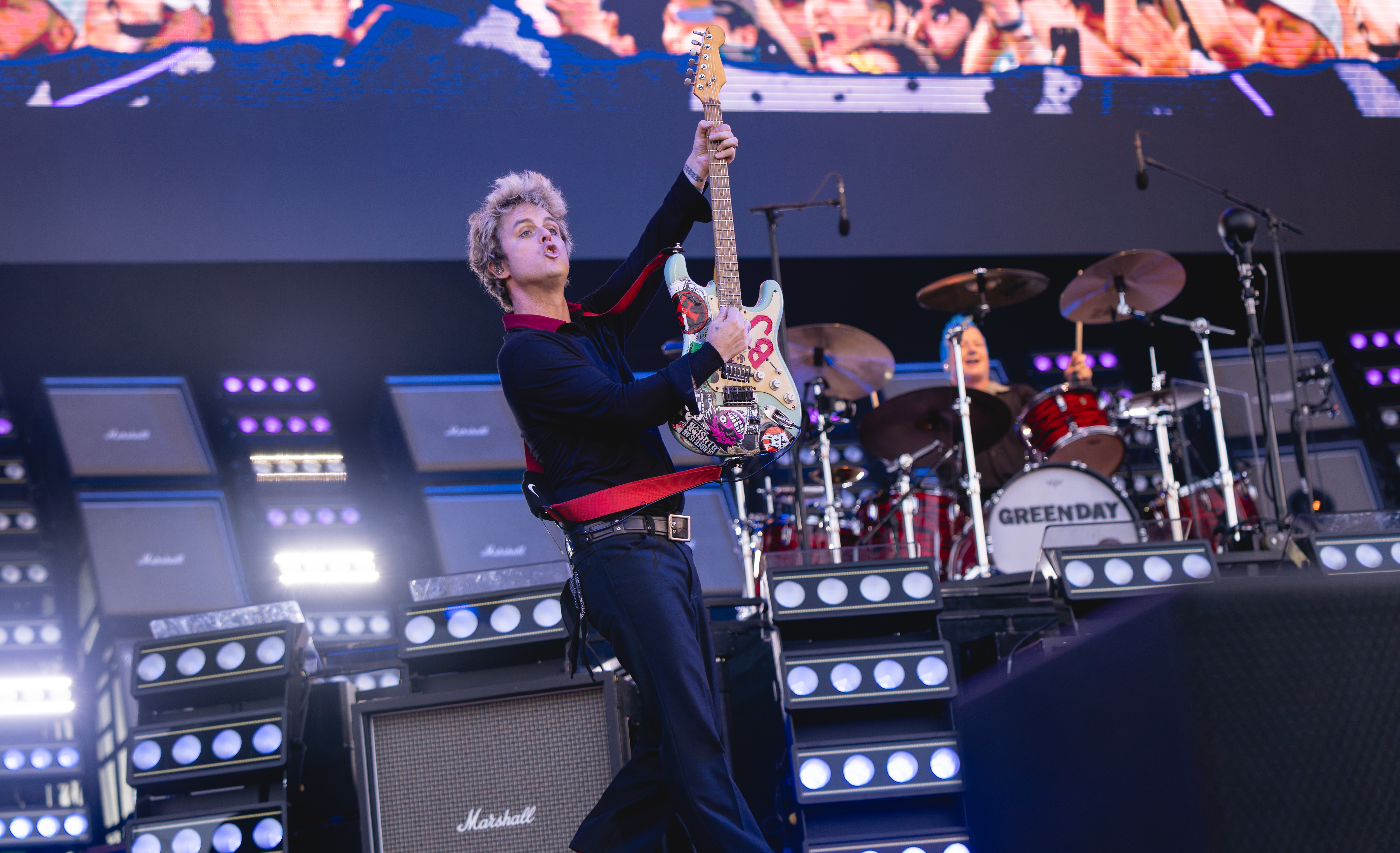
Выступление Green Day в Манчестере в 2024 году, где начался тур «Saviors»

«Jesus of Suburbia» вошел в сет-листы многих концертов Green Day, на некоторых из которых альбом исполнялся целиком в целях продвижения. Песня также вошла в сет-лист Hella Mega Tour, объединившего на одной сцене Green Day, Fall Out Boy и Weezer и начавшегося в 2021 году. Позже песню вместе с другими треками альбома American Idiot включили в сет-лист тура The Saviors.
Во время выступлений в конце 2024 и начале 2025 года Армстронг неоднократно изменял текст песни. В ноябре 2024 года во время выступления на фестивале Corona Capital в Мехико он заменил слова «Из Анахайма на Ближний Восток» на «Из Палестины на Ближний Восток» в целях выражения солидарности Палестине. В марте 2025 года на концерте в Австралии Армстронг изменил слова из «Из Анахайма на Ближний Восток» на «Из Украины на Ближний Восток», и впоследствии с «…я отсталый или я вне себя от радости?» на «…я отсталый или я Джей Ди Вэнс?»
Позже, 12 апреля 2025 года на фестивале Coachella в Индио, Калифорния, он заменил слова «Убегая от боли, когда ты становишься жертвой» на «Убегая от боли как дети из Палестины».

## Упоминания и участники
- Билли Джо Армстронг — вокал, гитара, постановка
- Майк Дёрнт — бас-гитара, бэк-вокал, постановка
- Тре Кул — ударные, постановка
- Роб Кэвелло — постановка

## Список композиций
| №  | Название                                                                                      | Длительность |
| -- | --------------------------------------------------------------------------------------------- | ------------ |
| 1. | «Jesus of Suburbia»                                                                           | 9:10         |
| 2. | «Are We the Waiting» (Live at VH1 Storytellers, Culver City, California on February 15, 2005) | 2:57         |
| 3. | «St. Jimmy» (Live at VH1 Storytellers in Culver City, California on February 15, 2005)        | 3:07         |

| №  | Название                                                                               | Длительность |
| -- | -------------------------------------------------------------------------------------- | ------------ |
| 1. | «Jesus of Suburbia»                                                                    | 9:10         |
| 2. | «St. Jimmy» (Live at VH1 Storytellers in Culver City, California on February 15, 2005) | 3:07         |

| №  | Название                         | Длительность |
| -- | -------------------------------- | ------------ |
| 1. | «Jesus of Suburbia»              | 9:10         |
| 2. | «Jesus of Suburbia» (Radio Edit) | 6:28         |

10"
| №  | Название            | Длительность |
| -- | ------------------- | ------------ |
| 1. | «Jesus of Suburbia» | 9:10         |

| №  | Название                                                                             | Длительность |
| -- | ------------------------------------------------------------------------------------ | ------------ |
| 1. | «St. Jimmy» (Live at VH1 Storytellers, Culver City, California on February 15, 2005) | 3:07         |

| №  | Название                                                                                              | Длительность |
| -- | --- | ------------ |
| 1. | «Jesus of Suburbia» (Video)                                                                           | 11:53        |
| 2. | «Jesus of Suburbia» (Live Video, Live at Irving Plaza, New York City, New York on September 21, 2004) | 11:10        |
| 3. | «Bullet in a Bible» (Video Trailer)                                                                   | 2:33         |

## Чарты
| Чарт (2005—2007)                      | Лучшая позиция |
| ------------------------------------- | -------------- |
| Австралия (ARIA)                      | 24             |
| Австрия (Ö3 Austria Top 40)           | 55             |
| Канада (Nielsen BDS)                  | 38             |
| Канада- Rock Top 30 (Radio & Records) | 6              |
| Дания (Tracklisten)                   | 19             |
| Германия (GfK)                        | 76             |
| Греция (IFPI)                         | 13             |
| Ирландия (IRMA)                       | 26             |
| Новая Зеландия (Recorded Music NZ)    | 26             |
| Шотландия (OCC Scotland)              | 13             |
| Швейцария (Schweizer Hitparade)       | 34             |
| Великобритания (OCC UK Singles)       | 17             |
| Великобритания (OCC UK Rock & Metal)  | 2              |
| США (Billboard Alternative Airplay)   | 27             |

## Награды
| Регион                                                                      | Сертификация | Продажи |
| --------------------------------------------------------------------------- | ------------ | ------- |
| Канада (Music Canada)                                                       | Платиновый   | 80 000  |
| Новая Зеландия (RMNZ)                                                       | Золотой      | 15 000  |
| Великобритания (BPI)                                                        | Золотой      | 400 000 |
| Данные о продажах + прослушиваниях приведены только на основе сертификации. |              |         |